# Tito & Tarantula
Tito & Tarantula é uma banda de stoner rock dos Estados Unidos formada em 1992, poucos anos após o fim da antiga banda de Tito Larriva, Cruzados. É mais conhecida por suas canções "After Dark", "Back to the House That Love Built", "Strange Face of Love" e "Angry Cockroaches", e por seu uso no filme From Dusk Till Dawn.
A banda também participou das trilhas sonoras dos filmes Somebody to Love, Dream with the Fishes, Just a Little Harmless Sex e A Balada do Pistoleiro (título original: Desperado).

## Discografia

### Álbuns
| Título                                | Ano  |
| ------------------------------------- | ---- |
| Tarantism                             | 1997 |
| Hungry Sally & Other Killer Lullabies | 1999 |
| Little Bitch                          | 2000 |
| Andalucia                             | 2002 |
| Back into the Darkness                | 2008 |
| Lost Tarantism                        | 2015 |

### Vídeos musicais
- "Back to the House that Love Built" - Tarantism (1995)
- "After Dark" - Tarantism (1996)
- "Slow Dream" - Hungry Sally & Other Killer Lullabies
- "Forever Forgotten & Unforgiven" - Little Bitch (2000)
- "California Girl" - Andalucia (2002)

## Integrantes

### Formação atual
- Tito Larriva - vocal e guitarra (desde 1992)
- Steven Hufsteter - guitarra e vocal de apoio (desde 2002)
- Caroline Rippy - baixo e vocal de apoio (desde 2007)
- Alfredo Ortiz - bateria (2005; desde 2008)